# Artelida aurosericea
Artelida aurosericea là một loài bọ cánh cứng trong họ Cerambycidae.